# Lomes
Lomes (en eonaviego, Ḷḷomes) es un lugar y una parroquia del concejo asturiano de Allande, en España.
En sus 6,76 km² habitan 105 personas (INE 2011) repartidas entre las 4 poblaciones que forman la parroquia.
El lugar de Lomes se halla a 420 metros de altitud, en la margen izquierda del río Arganza, a unos 11 kilómetros de Pola de Allande, la capital del concejo. Lo habitan 21 personas (INE 2011). Su iglesia parroquial, dedicada a San Clemente, es del siglo XIII-XIV. Presenta nave única, con espadaña de dos arcos y un pórtico lateral.

## Poblaciones
Según el nomenclátor de 2023, la parroquia comprende las poblaciones de:
- Carcedo de Lomes (Carcéu, aldea)
- Lomes (Ḷḷomes, lugar)
- Otero (L'Outeiru, lugar)
- Tarallé (Taraé, lugar)

## Historia
- Existe constancia de presencia Romana puesto que existe un puente sobre el río Argancinas que data de esa época.

- El diccionario Madoz (1845) describe a Lomes (San Clemente de Lomes) como sigue:

Datos de la localidad:
feligresía en la provincia y dióc de Oviedo ( 1 3 leguas), partido judicial de Cangas de Tineo (1 1 / 2 ) , ayuntamiento de Allande. SIT. á la izquierda del r . Narcea en terreno bastante llano, con buena ventilación, y CLIMA sano. Tiene unas 3 8 CASAS distribuidas en el L. de su nombre y en los de Carcedo , Otero y Tarallé. La iglesia parroquial (San Clemente), se halla servida por un cura de ingreso y de patronato real hay también 3 ermitas propias del vecindario. Confina el término con el de las íelig. de Araniego, Linares, Villaverde y Arganza. Cruza por el Oeste y N. un r. que naciendo en San Pedro de las Montañas va á desaguar en el Narcea más allá de Arganza. El TERRENO llano en lo g e n e r a l , tiene algún monte poblado de robles y castaños, PRODUCCIÓN PRINCIPAL: trigo, maíz, centeno, patatas, legumbres y hortaliza; hay ganado vacuno , de cerda , lanar y cabrío ; caza y pesca de varias especies, POBL. 38 v e c . , 152 almas, CONTR. con su ayuntamiento (V.)